# Pierre Caroli
Pierre Caroli (nascido em 1480 em Rosay-en-Brie, falecido provavelmente depois de 1545), foi um homem religioso francês, doutorado em teologia em Paris, que se mostrou receptivo para as ideias da Reforma Protestante. No entanto, entrou em confronto aberto com João Calvino, figura central do protestantismo francês. Numa disputa teológica, Caroli acusou Calvino e Guillaume Farel de arianismo.
Caroli doutorou-se em teologia em Paris em 1520. Em Paris, tinha estado sob a influência de um líder dos ideais humanistas, Jacques Faber Stapulensis e pertencia ao grupo à volta do bispo Guillaume Briçonnet de Meaux. Foi professor na Sorbonne por alguns anos. Porém, em 1525, as suas teses sobre as cartas de Paulo desencadearam um ataque contra ele por parte da censura, e foi por isso expelido da Sorbonne. A irmã do rei, Margaretha de Angoulême chamou-o para os seus serviços e deu-lhe em 1530 um cargo numa paróquia em Alençon. Em 1534, os protestantes são perseguidos. (Ver João Calvino#O caso dos cartazes de 1534) Tal como Calvino, Caroli foi um fugitivo, em tempos em que os protestantes franceses (huguenotes) eram perseguidos. Fugiu, para Genebra em 1535 e juntou-se ali a Farel. Pouco depois vai para Basileia, onde estudou hebraico e se tornou amigo de Simon Grynaeus (1493-1541) e Friedrich Myconius (1490-1546). Em 1536 tomou parte na grande disputa teológica em Lausanne, apoiando a causa reformadora.
Em consequência da sua participação na disputa, ganhou reconhecimento pelo regime de Berna, que o nomeou como o primeiro pastor evangélico em Lausanne. Entrou então em conflito com Calvino e Farel, tendo fugido de Lausanne, deixando a sua mulher e abandonando a fé protestante. Em 1537 está em Montpellier. Expelido de França, vai em 1539 para Neuenberg, onde faz as pazes com os reformadores suíços, sem no entanto receber qualquer cargo.
Amargurado, regressou a Metz, e depois a Paris, onde se reconciliou com os católicos e voltou a atacar Farel e Calvino em suas orações. Depois de 1545 não há quaisquer registos sobre a sua vida.